# SHIVER
「SHIVER」（シヴァー）は、the GazettEの楽曲。流鬼が作詞、the GazettEが作曲を手掛けた。the GazettEの16枚目のシングルとして2010年7月21日に ソニーレコードから発売された。

## 解説
この作品からソニーレコードに移籍。さらに今回からレコーディング・エンジニアにT.M.Revolutionなどのレコーディングに携わっている大里正毅を起用している。
MBS・TBS系列アニメ『黒執事II』OPテーマ。the GazettE初のアニメタイアップとなる。
「SHIVER」のプロモーションビデオDVDが付いた初回生産限定盤、CDにボーナストラック「奈落」が入った通常盤、黒執事IIの映像DVDが付いた黒執事II期間限定盤の3種類が発売された。

## 収録曲
（全作詞：流鬼、作曲：the GazettE）
1. SHIVER[4:10]
RUKI原曲。
2. HESITATING MEANS DEATH
麗原曲。
3. 奈落 [3:57]
RUKI原曲。
「通常盤」のみに収録。

### 黒執事II期間限定盤・収録曲
1. SHIVER
2. SHIVER（TVアニメOPver.） [1:30]

DVD
黒執事IIのOP映像

## 収録アルバム
| 曲名   | 収録アルバム | 発売日        | 備考                  |
| ------ | ------------ | ------------- | --------------------- |
| SHIVER | 『TOXIC』    | 2011年10月5日 | 5thオリジナルアルバム |